# Арі Ватанен
Арі Піеті Волеві Ватанен (фін. Ari Pieti Uolevi Vatanen; 27 квітня 1952 Тууповаара, Фінляндія) — фінський автогонщик і політик. Чемпіон світу з ралі 1981 року і перший гонщик, який 4 рази перемагав в ралі «Дакар» в найпрестижнішому класі «Автомобілі» (1987, 1989, 1990, 1991). Депутат Європейського Парламенту в 1999—2009 роках. Кандидат на пост президента Міжнародної автомобільної федерації (FIA) на виборах 2009 року. У січні 2013 став президентом Союзу Автоспорту Естонії.

## Біографія

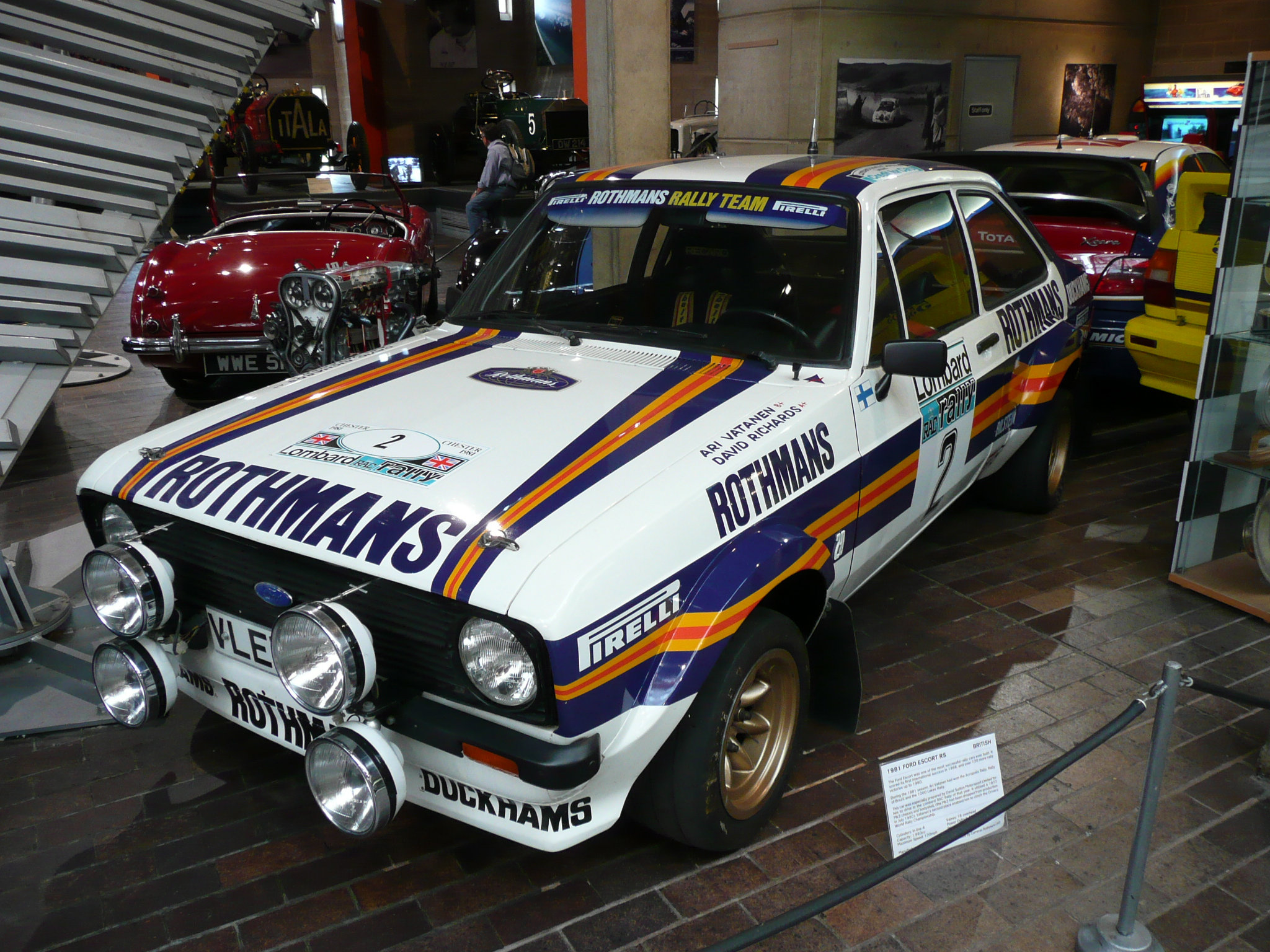
1981 рік. Ford Escort RS Арі Ватанена

Ватанен народився і виріс в Тууповаарі в Східній Фінляндії. Дебютним роком в професійному ралі для нього став 1970 рік. У 1974 він дебютував в чемпіонаті світу з ралі на «домашньому» ралі «Тисяча Озер». У 1976 і 1980 роках Ватанен виграв Британський ралійний чемпіонат. У 1977 році Арі став постійним учасником ралі, виступаючи за кермом Ford Escort RS1800. З 1979 року він став гонщиком команди Rothmans Rally Team, продовживши пілотувати RS1800. З 1979 року до кінця 1981 року його штурманом був Девід Річардс, що став в майбутньому керівником компанії Prodrive і однією з найвпливовіших персон в світовому автоспорті.
На Ралі Акрополіс 1980 року здобув першу свою перемогу. А в 1981 Арі став першим і єдиним в історії ралістом, який став чемпіоном світу виступаючи за незаводську, приватну команду (Rothmans Rally Team). У 1982 році Ватанен не захищав свій титул і виходив на старт всього лише на трьох етапах чемпіонату світу з ралі. У 1984 році він підписав контракт із заводською командою Peugeot і виступав за кермом Peugeot 205 Turbo 16. На Ралі Аргентини 1985 року потрапив в важку аварію. На повне одужання Ватанену знадобилося 18 місяців.
У 1987 році Арі тріумфально повернувся в автоспорт вигравши найпрестижніший ралі-рейд в світі «Париж-Дакар». Згодом він став першим, хто чотири рази ставав переможцем ралі «Париж-Дакар» в 1987, 1989 і 1990 роках за Peugeot і в 1991 році за Citroën. Ця кількість перемог в класі «Автомобілі» є рекордною для того часу, коли гонка проходила по території Африки (1979—2007). У складі команд Peugeot і Citroën виграв багато позашляхових ралі-рейдів, зокрема «Майстер-ралі» 1996 і 1997 років. Є абсолютним рекордсменом за кількістю перемог на спецдільницях ралі «Дакар» — 50.

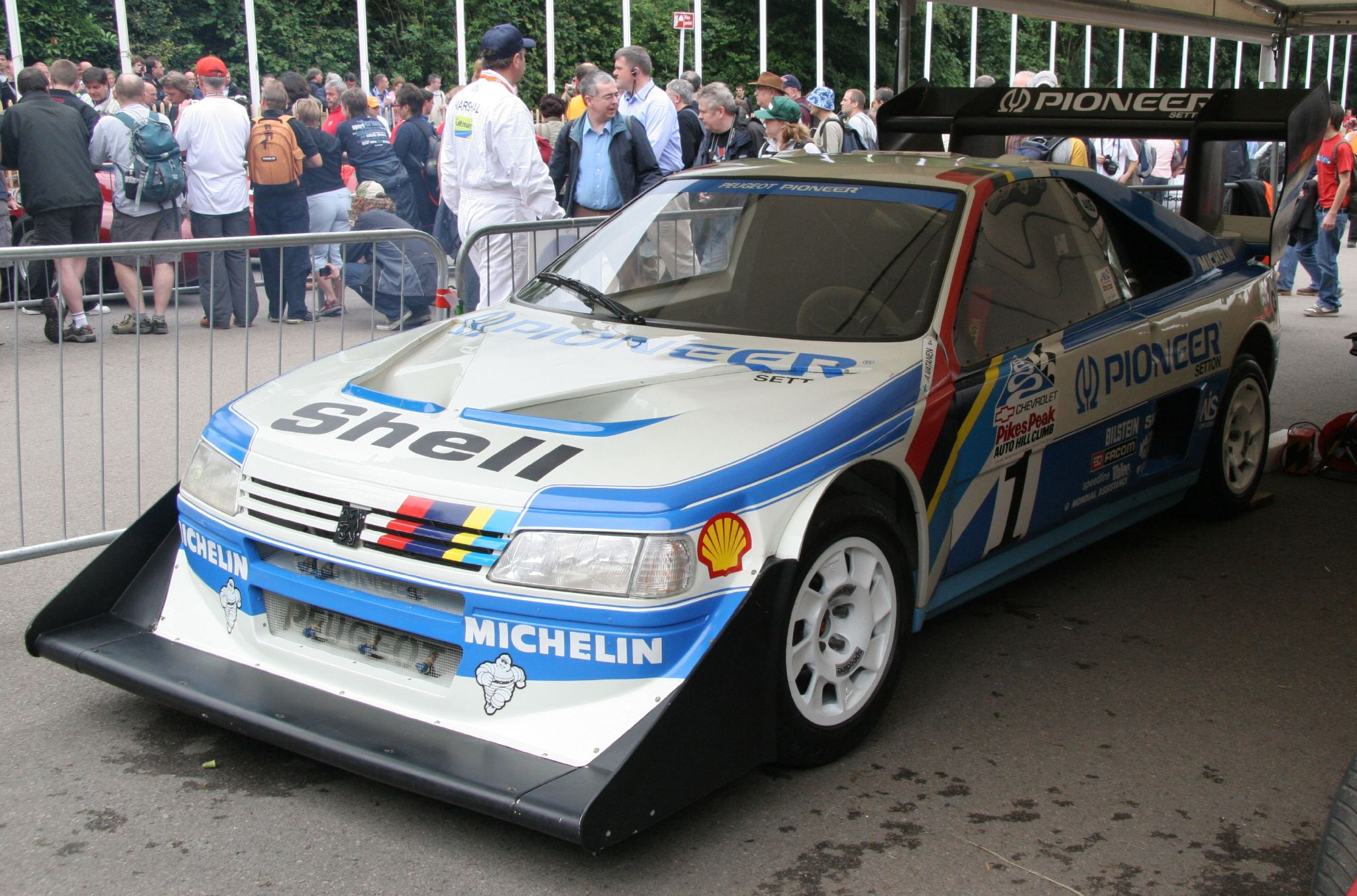
Peugeot 405 T16 Арі Ватанена

У 1988 році Ватанен лідирував в ралі «Париж-Дакар», поки його автомобіль не був вкрадений, що викликало великий скандал. Разом з Peugeot він також виграв престижну американську гонку — «Підйом на пагорб Пайкс-пік».
У 1988 році Ватанен опублікував автобіографію «Кожна секунда рахується» (Every Second Counts), яка відразу ж стала бестселером.
Ватанен виступав в WRC більш-менш часто до 1998 року включно. Він пілотував автомобіль команди Mitsubishi Ralliart Europe в чотирьох ралі 1989 року і на п'яти етапах — 1990 року. З 1992 по 1993 рр. Арі виступав за заводську команду Subaru в одинадцяти гонках світової першості: тричі фінішував другим, включаючи дебютну гонку Subaru Impreza на ралі Фінляндії 1993 року. На наступний рік він повернувся до пілотування Escort, виступаючи тепер за кермом Ford Escort WRC заводської команди. Найкращими результатами тут стали треті місця на Ралі Аргентини 1994 року і Ралі Сафарі 1998 року. На останньому етапі сезону 1998 року — Ралі Великої Британії Ватанен виступив за кермом Subaru. Ця гонка стала сотою в кар'єрі Арі Ватанена, після чого він покинув автоспорт і зосередився на політичній діяльності.
Пристрасть до перегонів Ватанена з віком не покинула. У 2003 році за кермом Nissan Ватанен взяв участь в ралі «Дакар» і фінішував 7-м. У тому ж році Арі знову з'явився в WRC на ралі Фінляндії за кермом Peugeot 206 WRC команди Bozian Racing і фінішував на 11-му місці. У 2004 і 2005 рр. він знову виступав за кермом Nissan на ралі «Дакар». В останній раз Арі Ватанен взяв участь в ралі «Дакар» в 2007 році за заводську команду Volkswagen. На 7-му етапі він зійшов з дистанції.

### Політична діяльність
У 1993 році Арі Ватанен оселився на півдні Франції, де придбав ферму та виноробну. Незабаром він проявив інтерес до політики, і в 1999 році його обрали до Європарламенту по спискам консервативної фінської партії Національної коаліції, незважаючи на те, що він продовжував жити у Франції. Проблеми, над якими він працював, включали оподаткування автомобілів, політику руху та сільськогосподарську політику.
У 2004 році він був переобраний, цього разу зі списку консервативної французької партії «Союз за Народний Рух». На виборах до Європейського парламенту 2009 року Ватанен знову був кандидатом від Національної коаліції у Фінляндії, але цього разу його не обрали.
У липні 2009 року Ватанен заявив про свою зацікавленість стати кандидатом проти Макса Мослі на президентських виборах FIA у жовтні, якщо чинний президент Мослі спробує обратись на наступний термін. Згодом він підтвердив, що буде балотуватися в президенти. 23 жовтня 2009 року стало відомо, що вибори виграв Жан Тодт 135 голосами проти 49 за Арі Вантанена.
Є одним з підписантів Празької декларації про європейське сумління та комунізм.

## Нагороди
- орден «За заслуги» III ступеня (20 серпня 2008) — за вагомий особистий внесок у зміцнення авторитету України у світі, популяризацію її історичних і сучасних надбань та з нагоди 17-ї річниці незалежності України[13];